# Fusil M40
El M40 es un fusil de francotirador de cerrojo empleado por el Cuerpo de Marines de los Estados Unidos. Tiene cuatro variantes: el M40, el M40A1, el M40A3 y el M40A5. Fue introducido en 1966. El cambio al modelo A1 fue completado en la década de 1970, el A3 en 2000 y el A5 en 2009.
Cada M40 es construido a partir de un fusil de cacería Remington 700, que es modificado por la unidad USMC 2112 de la Base del Cuerpo de Marines de Quantico, empleando piezas suministradas por diversos proveedores. Se están construyendo nuevos fusiles M40A3, mientras que los A1 son actualizados al estándar A3 debido a que entran y salen del arsenal para mantenimiento y reparaciones. El M40A5 incorporará un cargador extraíble y un cañón roscado para permitir el empleo de un silenciador u otro aparato que se acopla en la boca de este. 
EL M40 original era una versión militar del Remington 700; era producido en serie y tenía una culata de madera maciza. El M40A1 y A3 pasaron a tener culatas de fibra de vidrio hechas por McMillan, así como nuevas miras telescópicas. La presión del gatillo en ambos modelos (M40A1 y A3) es ajustable de 1,36 a 2,26 kg (3 a 5 lb).

## Historia
Durante la guerra de Vietnam, los Marines decidieron que necesitaban un fusil de francotirador estándar. Tras probar varias opciones, encargaron 700 fusiles Remington 40x (versión para tiro al blanco/cacería de alimañas del fusil Remington 700), a los cuales denominaron M40. 

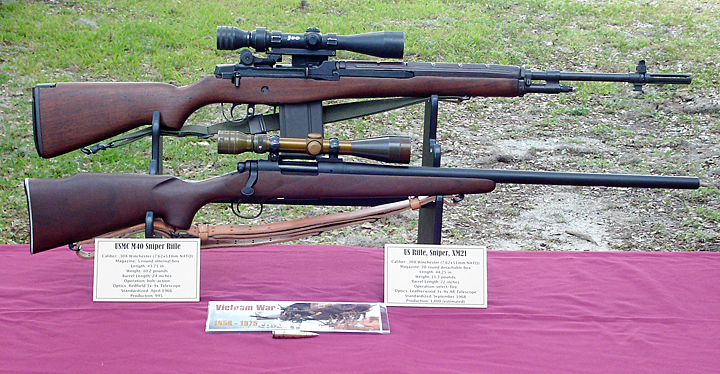
Fusiles de francotirador de la Guerra de Vietnam. Un XM21 del Ejército de los Estados Unidos (arriba) y un M40 del Cuerpo de Marines de los Estados Unidos (abajo).

La mayoría estaban equipados con una mira telescópica Redfield Accurange de 3-9 aumentos variables. Con el paso del tiempo salieron a relucir algunas debilidades, principalmente la deformación de la culata de madera maciza.
A inicios de la década de 1970, los armeros de los Marines de la base de Quantico empezaron a reconstruir los M40 originales como M40A1. El proceso involucraba, entre otras mejoras, el reemplazo de las culatas de madera originales por culatas McMillan A1 de fibra de vidrio, al igual que el reemplazo de las miras telescópicas Redfield originales por miras telescópicas Unertl. El M40 fue originalmente diseñado por Jack Cuddy y Neill Goddard. La culata tenía anillas Wichita para la correa portafusil y una cantonera Pachmayr.
El Cuerpo de Marines empezó a buscar un reemplazo para los fusiles M40 en 2004, pero no emitió requisitos hasta 2009, mientras trabajaba con el SOCOM. Los planes para un "fusil de francotirador del siglo XXI" fueron pausados mientras los resultados del programa Precision Sniper Rifle del Ejército eran publicados en 2013.

## El M40A3

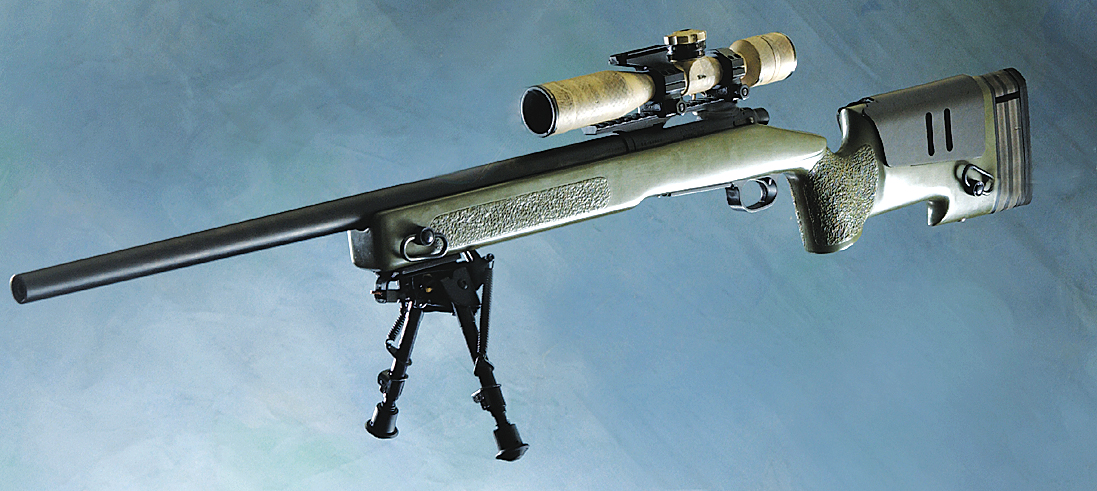
Un M40A3.

El desarrollo del M40A3 empezó en 1996, para ser finalmente mostrado al público en 2001. Desde entonces, el fusil ha tenido numerosos cambios mínimos. Aquí están listados la más reciente configuración y componentes empleados en el M40A3. 
Acción: El M40 siempre estuvo basado en la probada Acción Corta del Remington 700 y no es diferente en el M40A3. Todas estas acciones emplean el cartucho 7,62 x 51 OTAN y son modificadas por los armeros de los Marines; el guardamonte es fabricado por la empresa DD Ross Company, aunque varios fusiles M40A3 tienen guardamontes Badger Ordnance. En 2007, los Marines empezaron a reemplazar los guardamontes DD Ross por los guardamontes con retén de cargador extraíble fabricados por Badger Ordnance.
Cañón: El cañón es un Schneider pesado de competición, con una longitud de 610 mm (24 pulgadas) y ánima con 6 estrías.
Culata: Todos los fusiles M40A3 en servicio emplean la culata táctica A4, una culata de fibra de vidrio tipo benchrest de alta calidad, fabricada por McMillan Fiberglass Stocks y moldeada en color verde oliva. La acción está unida a aquella mediante pilares de aluminio incrustados en ella, mientras que el cañón "flota" (solamente está unido al cajón de mecanismos), asegurando una precisión máxima. La longitud de la culata puede ajustarse mediante un sistema de extensores y tiene una carrillera ajustable tipo silla de montar fabricada por los Marines. Además tiene seis puntos de anclaje, dos a cada lado delante y atrás, así como uno delante y otro atrás en su parte inferior. Un resalte para montar el bípode se encuentra situado bajo el guardamano.
Correa portafusil: La correa portafusil Modelo 1907 que había sido empleada en los fusiles M40A3 fue reemplazada por la Quick Cuff Modelo Dos, fabricada por la empresa Tactical Intervention Specialists.
Bípode: Los fusiles M40A3 emplean un bípode pivotante Harris de 6–9" con un fijador KMW. El tornillo de montaje QD es reemplazado por un tornillo fabricado por Jon Tank, de Tanks Rifle Shop. 
Mira telescópica diurna: Una mira telescópica Schmidt & Bender 50 Police Marksman II LP de 3-12 aumentos modificada por Premier Reticles y con retícula iluminada ha reemplazado a la mira telescópica Unertl MST-100 de 10 aumentos fijos, empleada anteriormente tanto en el M40A1 y el M40A3. Esta mira telescópica diurna está montada con soportes Badger Ordnance USMC M40A3 de 34 mm, que emplean un aro estándar en el soporte posterior y un aro MAX-50 más ancho en el soporte delantero. La cubierta del anillo delantero estándar es reemplazada con un soporte SPA-Defense B634 de 34 mm tipo cola de milano, como plataforma para montar la mira telescópica nocturna Simrad KN200. La mira telescópica y sus anillos están montados sobre un riel Picatinny DD Ross inclinado a 30 minutos de arco.

## El M40A5
El M40A5 reemplzó al M40A3 en 2009, aunque la evolución entre los dos fusiles fue gradual durante un período más largo. La principal diferencia entre el M40A5 y el M40A3 es el cañón: el punto de mira del A3 fue reemplazado por un roscado en la boca del cañón, para poder instalarle un freno de boca con silenciador Surefire. Todos los fusiles M40A5 están equipados con un cargador extraíble Badger Ordnance y un riel frontal para instalarle la mira telescópica nocturna AN/PVS-22.

## Comparación
| Diferencias                 |                                                                       |                                                                                         |                                                  |
|                             | M40A1                                                                 | M40A3                                                                                   | M40A5                                            |
| Peso (con mira telescópica) | 6,57 kg (14,45 libras)                                                | 7,5 kg (16,56 libras)                                                                   | 7,5 kg (16,56 libras)                            |
| Longitud                    | 1,11 m (44 pulgadas)                                                  | 1,12 m (44,25 pulgadas)                                                                 | 1,12 m (44,25 pulgadas)                          |
| Longitud del cañón          | 610 mm (24 pulgadas)                                                  | 635 mm (25 pulgadas)                                                                    | 635 mm (25 pulgadas)                             |
| Cañón                       | Hart                                                                  | Schneider Match Grade del Cuerpo de Marines, de acero inoxidable                        | Schneider de acero inoxidable                    |
| Estrías y hendiduras        | 6                                                                     | 6                                                                                       | 6                                                |
| Estriado y tasa de rotación | Dextrógiro 1:304,8 mm (1–12")                                         | Dextrógiro 1:304,8 mm (1–12")                                                           | Dextrógiro 1:304,8 mm (1–12")                    |
| Culata                      | McMillan HTG                                                          | McMillan Tactical A4                                                                    | McMillan Tactical A4                             |
| Mira telescópica            | Redfield de 3–9× aumentos, reemplazada por una Unertl de 10× aumentos | Unertl de 10× aumentos con actualización de US Optics, o Schmidt & Bender 3–12×50 M8541 | Schmidt & Bender 3–12×50mm Police Marksman II LP |

## M40A6/A7

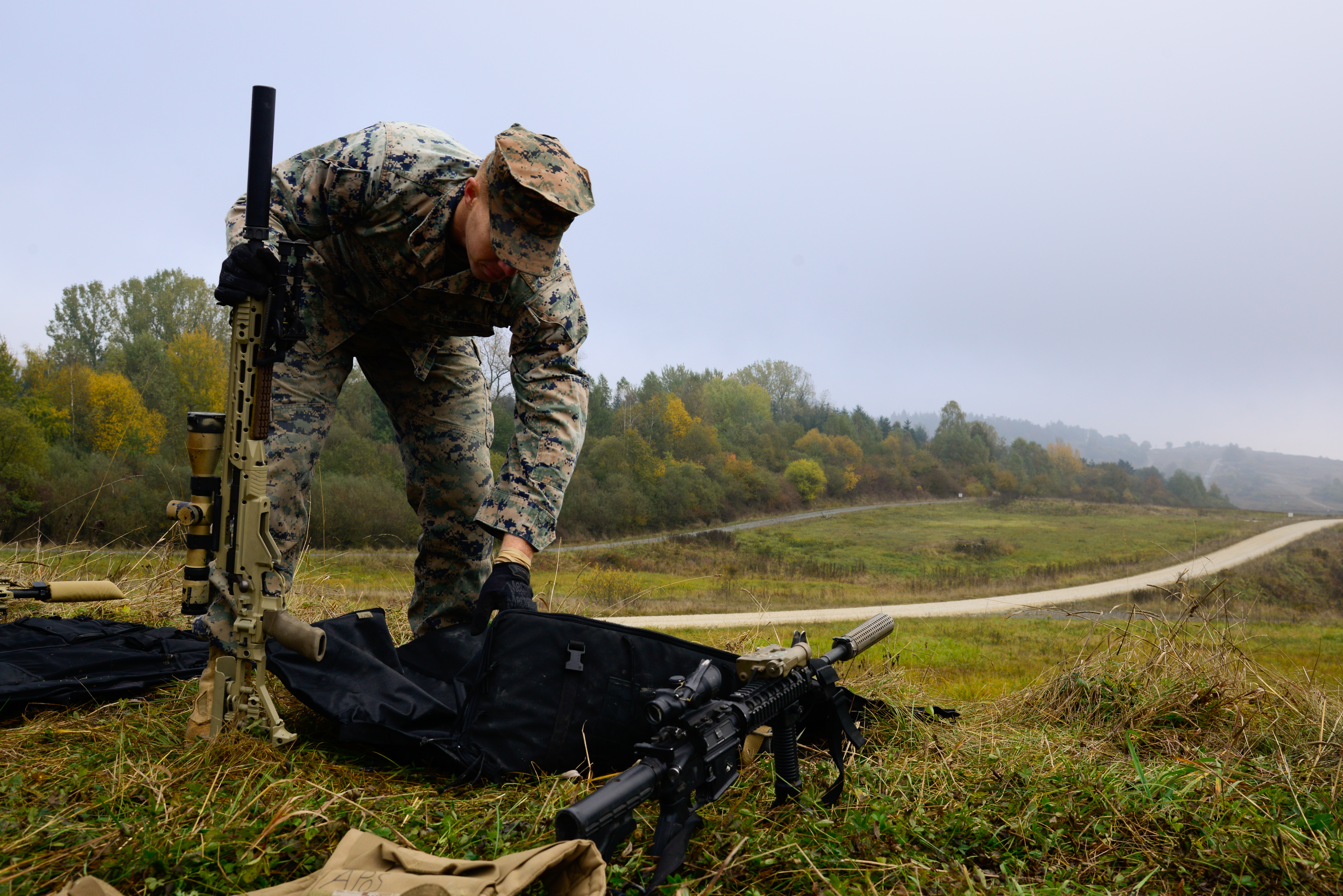
Francotirador con un M40A6.

El 25 de julio de 2013, el Cuerpo de Marines de los Estados Unidos emitió una solicitud para el Programa de Culata Modular M40. Las características mejoradas que incluiría serían una culata plegable, ser compatible con los actuales cañones y acciones del M40, hacer más compacto al fusil para su transporte dentro de espacios estrechos y un riel completo para instalar miras telescópias y accesorios; el M40A5 solo tiene unos cuantos centímetros de riel delante de la mira telescópica para poder instalarle una mira nocturna, por lo que la extensión del riel le permitiría instalarle más accesorios, haciendo que los francotiradores operen bajo cualquier condición. Los suministros empezaron tres meses después de la firma del contrato, comprándose 1.100 culatas para mejorar todo el lote de fusiles M40A5. El arma que resultó del programa iba a ser originalmente redesignada como M40A6. La Remington Arms obtuvo el contrato en noviembre de 2014. El producto final será designado como M40A7 y se planificó su despliegue en 2017. El M40A6 empezó a ser desplegado con los Marines en junio de 2016.
Los francotiradores de los Marines han presionado para la compra de un fusil de francotirador de largo alcance, a fin de incrementar las capacidades de ataque. Mientras el M40A5 puede impactar blancos a 1000 metros, estos tomaron en consideración al Mk 21 Precision Sniper Rifle de 8,60 mm empleado por el US SOCOM, que tiene un alcance efectivo de 1.600 metros. Aunque el Mk 21 tiene mayor alcance, los oficiales de los Marines continúan actualizando los fusiles de la serie M40A y manteniendo el cartucho 7,62 x 51 OTAN, principalmente debido al alto costo de los cartuchos de mayor calibre y el del entrenamiento de los francotiradores para que puedan obtener bajas más allá del alcance efectivo del fusil.

## Diferencias entre el M40 y el M24
El Ejército de los Estados Unidos también emplea la acción del Remington 700/40x como base para su fusil M24 Sniper Weapon System. La principal diferencia entre los fusiles de francotirador del Ejército y los Marines es que mientras el M40/A1/A3 emplea la versión corta de la acción del Remington 700/40x (diseñada para cartuchos más cortos, como el .308 Winchester / 7,62 x 51 OTAN, 7 mm/08 Remington y .243 Winchester), el M24 del Ejército emplea la versión con acción larga del mismo fusil. La acción larga del M24 permite el empleo del .308 Winchester (7,62 x 51 OTAN), pero ha sido principalmente diseñada para cartuchos largos, como el .30-06 Springfield, así como cartuchos Magnum, como el 7 mm Remington Magnum, el .300 Winchester Magnum y el .338 Lapua. El empleo de la acción larga por parte del Ejército fue consecuencia del intento de calibrar el M24 para el .30-06 Springfield; a pesar del cambio al .308, el conservar la acción larga permite recalibrar el fusil para emplear calibres más grandes y de mayor alcance si es necesario. Los cartuchos más empleados por el M24 son el .308 y el .338 Lapua. Adicionalmente, la versión del Ejército permite el montaje de una mira telescópica nocturna, mientas que las viejas versiones de los Marines empleaban la mira telescópica diurna Unertl 10X, que limitaba las operaciones de francotiro con el M40 y el M40A1 desde el amanecer hasta el atardecer.